# Ambassade du Maroc en Chine
L'ambassade du Maroc en Chine est la représentation diplomatique du royaume du Maroc en Chine. Elle est située au 041/042 Unit2, N°1, Gonti Beilu, Sanlitun Diplomatic Residence Compound, Chaoyang Distrit 100600 Pékin, la capitale du pays. Son ambassadeur est, depuis le 20 avril 2018, Aziz Mekouar.

## Liste des ambassadeurs du Maroc
| Ambassadeur           | date de début de mission | date de présentation des lettres de créance | date de fin de mission | Rois du Maroc         | Présidents de la république populaire de Chine |
| --------------------- | ------------------------ | ------------------------------------------- | ---------------------- | --------------------- | ---------------------------------------------- |
| Abderrahmane Zniber   | 1962                     |                                             | 16 février 1965        | Hassan II             | Liu Shaoqi                                     |
| Abdellatif Filali     | 16 février 1965          |                                             | 1967                   | Hassan II             | Liu Shaoqi/Song Qingling/Dong Biwu             |
| Kacem Zhiri           | 11 février 1972          | 8.juin 1972                                 | 1974                   | Hassan II             | Dong Biwu                                      |
| Abderrahim Harakat    | 1975                     |                                             | 1988                   | Hassan II             | Zhu De/Ye Jianying/Song Qingling/Li Xiannian   |
| Abderrahman Bouchaara | août 1988                |                                             | 1994                   | Hassan II             | Yang Shangkun/Jiang Zemin                      |
| Abderrahim Benabed    | 1994                     |                                             | 1998                   | Hassan II             | Jiang Zemin                                    |
| Mimoun Mehdi,         | 1998                     | 19 mai 1998                                 | 2003                   | Hassan II/Mohammed VI | Jiang Zemin                                    |
| Mohamed Cherti        | 5 février 2003,          | 25 février 2003                             | 2009                   | Mohammed VI           | Hu Jintao                                      |
| Jaafar Alj Hakim,     | 7 novembre 2008          |                                             | 2018                   | Mohammed VI           | Hu Jintao/Xi Jinping                           |
| Aziz Mekouar          | 20 avril 2018            | 20 juin 2018                                |                        | Mohammed VI           | Xi Jinping                                     |

## Marocains résidant en Chine
La communauté marocaine de Chine est passée de 84 personnes en 2005 à environ 350 membres en 2012,.